# ベッチャー祭り
ベッチャー祭（ベッチャーまつり）は広島県尾道市で行われる祭りで、奇祭とも称される。1962年には尾道市無形民俗文化財に指定された。

## 期間
毎年11月1日から11月3日まで

## 由来
江戸時代後期、1807年（文化四年）、尾道に疫病が流行した際に尾道の町奉行・南部藤左衛門が各神社に病魔退散のお祓いを命じた。吉備津彦神社（一宮神社）でも三日二夜の祈祷を行い、旧暦の10月18日には神輿行列で町内を巡った。この祭事がベッチャー祭の起源となった。

## 概要
11月3日の「練り歩き」では、鬼神「ソバ」「ベタ」「ショーキー」が獅子と共に御輿を先導し、市内を練り歩く。
この三面と獅子に叩かれたり突かれたり噛まれたりするとその1年間、風邪や病気にならないと言い伝えられている。
毎年この日には子供から大人まで皆が街へ繰り出し、太鼓のお囃子(おはやし)に合わせて「ベタ」「ソバ」「ショーキー」という掛け声で三面をはやしている光景がとても魅力的である。人々を追いかけ回す。
- 「ベタ」狂言面の武悪面。祝棒を持つ。
最初に扮した御所柿屋平衛門（平右衛門？）にちなんで当初「ゴショガー」と呼ばれていたが、面のべたっとした形から次第に「ベタ」と呼ばれる様になった。「ベッチャー」という語も「ベタ」が訛ったもの、とされる。
  - 2010年度下半期のNHK連続テレビ小説『てっぱん』では、尾道育ちの主人公が、横柄な態度を取る祖母のことを陰で「ベッチャー」と呼んでいた。
- 「ソバ」能面の大蛇。祝棒を持つ、女の大蛇(棒ぜん鬼女)。
名前は最初に鬼神に扮した鍜治川福松に由来すると言われる。
- 「ショーキー」天狗面。ささらを持つ。
最初に扮した便利屋の庄吉から名前を取ったという説と、鍾馗に由来するという説がある。小屋浦のマッカというお祭りに似ている。